# Војници (ТВ серија)
Војници је југословенска телевизијска хумористичка серија из 1981. године која описује згоде и незгоде са служења војног рока у ЈНА. Серија је наставак телевизијске серије Кад сам био војник из 1969. године.
Због велике популарности серије 1984. године је направљен истоимени филм.

## Радња
Радња серије почиње када са двадесет дана закашњења, стиже у касарну младић да се пријави на одслужење војног рока. У цивилном оделу, с брадом, он је у први мах бела врана у тој средини већ давно униформисаних другова. Ипак, тог истог дана, нестаће и браде и цивилног одела, и Уча, како га одмах назову, постаће војник јединице у којој су и остали главни јунаци наших прича. Тај први дан и прва ноћ су необични за њега, али и за његове другове с којима ће заједно провести многе војничке дане. Иза њега остаје један буран живот, девојка која га је оставила, многи снови и маштања, а пред њим је колективан живот одрицања, напора и обавеза.

## Списак епизода
| Епизода | Назив епизода                 | Премијерно емитовање |
| ------- | ----------------------------- | -------------------- |
| 1       | Новајлија                     | 29. новембар 1981.   |
| 2       | Отац                          | 6. децембар 1981.    |
| 3       | Писмо                         | 13. децембар 1981.   |
| 4       | Црвени и плави                | 20. децембар 1981.   |
| 5       | Последњи дан старог календара | 27. децембар 1981.   |

## Улоге
| Глумац                   | Улога                                                   |
| ------------------------ | ------------------------------------------------------- |
| Душан Војновић           | Боривоје Поткоњак-Уча (5 еп. 1981)                      |
| Стојан Столе Аранђеловић | Заставник Десимир Марковић (5 еп. 1981)                 |
| Миодраг Миловановић      | (5 еп. 1981)                                            |
| Мирко Шаталић            | Миша Танасковић (5 еп. 1981)                            |
| Матко Рагуж              | Штеф (5 еп. 1981)                                       |
| Милутин Мима Караџић     | Божо Брајовић Његош (5 еп. 1981)                        |
| Гјорги Тодоровски        | Трајче (5 еп. 1981)                                     |
| Ђорђе Балашевић          | Стојшин-Лала (5 еп. 1981)                               |
| Тибор Ђерман             | Мађар (5 еп. 1981)                                      |
| Хусеин Махмутовић        | Босанац (5 еп. 1981)                                    |
| Антун Хип                | (5 еп. 1981)                                            |
| Милован Станковић        | Хрват (5 еп. 1981)                                      |
| Владан Живковић          | Капетан (4 еп. 1981)                                    |
| Воја Мирић               | Мајор (3 еп. 1981)                                      |
| Павле Вуисић             | Јокаш, пријатељ Мишиног оца (2 еп. 1981)                |
| Драган Лаковић           | Љуба Карнера са Чубуре, резервиста (плави) (1 еп. 1981) |
| Милован Станивук         | (1 еп. 1981)                                            |
| Боро Беговић             | Раде Танасковић, Мишин отац (1 еп. 1981)                |
| Љиљана Благојевић        | Весна Танасковић (1 еп. 1981)                           |

 Остале улоге  ▼
| Глумац                  | Улога                                         |
| ----------------------- | --------------------------------------------- |
| Драгомир Чумић          | Колаборациониста (1 еп. 1981)                 |
| Љиљана Јовановић        | (1 еп. 1981)                                  |
| Михајло Бата Паскаљевић | Грађанин са залихама (1 еп. 1981)             |
| Божидар Савићевић       | Грађанин (1 еп. 1981)                         |
| Радмила Савићевић       | Грађанка (1 еп. 1981)                         |
| Ружица Сокић            | Грађанка (1 еп. 1981)                         |
| Жижа Стојановић         | Грађанка са залихама (1 еп. 1981)             |
| Љубо Шкиљевић           | (непознат број епизода)                       |
| Слободанка Жугић        | (непознат број епизода)                       |
| Мирољуб Лешо            | Капетан-дежурни официр(непознат број епизода) |

Комплетна ТВ екипа  ▼
| Редитељ              | Стјепан Заниновић  | (5 еп. 1981)                   |
| Сценариста           | Стјепан Заниновић  | (5 еп. 1981)                   |
| Композитор           | Ђорђе Балашевић    | (5 еп. 1981)                   |
| Директор фотографије | Зоран Николић      | (5 еп. 1981)                   |
| Монтажер             | Петар Марковић     | (5 еп. 1981)                   |
| Сценограф            | Љубомир Бранковић  | (непознат број епизода)        |
| Менаџер продукције   | Слободан Новаковић | директор филма (5 еп. 1981)    |
| Помоћник режије      | Антун Хип          | помоћник редитеља (5 еп. 1981) |
| Одсек за звук        | Драган Караваниц   | микроман (5 еп. 1981)          |
| Одсек за звук        | Милан Тричковић    | тон мајстор (5 еп. 1981)       |
| Одсек за костим      | Миланка Султановић | гардеробер (5 еп. 1981)        |
| Остала екипа         | Мирјана Вујисић    | секретар режије (5 еп. 1981)   |